# 松二糖
松二糖（Turanose）是一種還原性二糖。自然界中的松二糖基本都是D構型的。其系統名爲「α-D-吡喃葡萄糖-(1→3)-α-D-吡喃果糖」。松二糖除了與植物的信號轉導有關外，還可被一些細菌和真菌作爲碳源利用。